# 4779 Whitley
4779 Whitley è un asteroide della fascia principale. Scoperto nel 1978, presenta un'orbita caratterizzata da un semiasse maggiore pari a 3,1859534 UA e da un'eccentricità di 0,1268437, inclinata di 0,92681° rispetto all'eclittica.